# Politique étrangère de la République centrafricaine

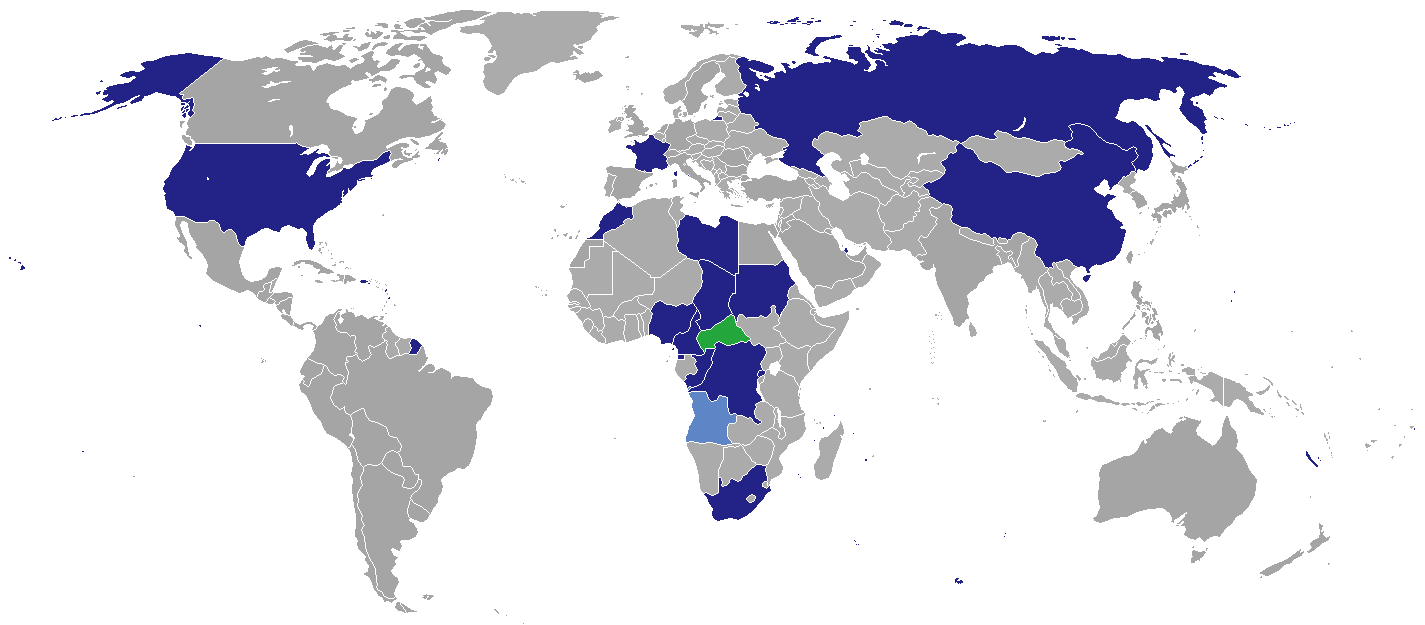
Carte des missions diplomatiques de la République Centrafricaine

La politique étrangère de la République centrafricaine porte sur l'ensemble de la politique étrangère menée par la République centrafricaine depuis son indépendance en 1960. La politique étrangère régit les relations de la République centrafricaine avec les autres États. Cette politique est mise en œuvre par le ministère des Affaires étrangères de la République centrafricaine.
La République centrafricaine est membre de l'Organisation des Nations unies et de l'Union africaine.

## Histoire
Les relations de la RCA avec l’ancienne métropole française sont étroites, mais parfois tendues. La France a fourni une aide financière étrangère importante à la RCA et a contribué à assurer la sécurité de ce pays. Les forces armées françaises sont intervenues sur le territoire de la RCA à plusieurs reprises. 
La France est intervenue en 2013, dans le cadre de l'opération Sangaris, en vue de contrer la crise politico-sécuritaire, impliquant des relents communautaires, avec un conflit prenant une dimension interconfessionnelle.
La RCA coopère avec la Banque mondiale, le Fonds monétaire international, les agences des Nations unies, l’Union européenne et la Banque africaine de développement. L’Allemagne, le Japon, l’Union européenne, la Chine et les États-Unis d’Amérique fournissent une aide économique majeure à la RCA.

## Relations avec les pays limitrophes

### Relations avec le Cameroun
La République centrafricaine partage à l'ouest une frontière de 797 km avec le Cameroun.

### Relations avec le Soudan
Le Soudan partage avec la République centrafricaine une frontière de 483 km, située au sud-ouest du Soudan, qui a été réduite au trois cinquièmes de sa longueur initiale à la suite de l'indépendance du Soudan du Sud. Les deux pays sont membres de l'Union africaine, tandis que la République centrafricaine est membre observateur de l'Organisation de la coopération islamique.
Pendant la deuxième guerre civile centrafricaine (2012-2013), le régime d'Omar el-Béchir est accusé d'avoir fournit des armes et des mercenaires à la coalition rebelle musulmane « Seleka » en guerre contre le président François Bozizé renversé en 2013.
En septembre 2019, le conseil souverain du Soudan décide de fermer ses frontières avec la Libye et la Centrafrique pour des raisons de sécurité.

### Relations avec le Tchad
Le Tchad partage au sud avec la République centrafricaine une frontière de 1 200 km. Elle est en partie constituée des rivières Bahr Aouk, Nana Barya et Pendé.
En mars 2003, des miliciens tchadiens appuient le coup d'État du général François Bozizé en Centrafrique, dont une bonne partie va rester avec lui après son installation au pouvoir qui dure jusqu'à son renversent par un autre coup d'État en mars 2013.
Entre 2007 et 2009, le Tchad et la République centrafricaine ont coopéré au sein de la force européenne EUFOR Tchad/RCA, force opérationnelle multinationale dirigée par l'Union européenne au Tchad et en République centrafricaine.chargée de sécuriser les réfugiés du Darfour.
Les relations sont tendues entre le Tchad et la Centrafrique. Le gouvernement de la République centrafricaine reproche à N'Djaména de laisser des groupes armés utiliser son territoire comme base de repli et d'avoir accordé l'asile à leur principal chef, l'ex-président François Bozizé. Inversement, en février 2022, le Tchad avait accusé un important chef rebelle tchadien d'avoir cherché le soutien des milices russes privées du groupe Wagner en Centrafrique.
Fin mai 2021, le Tchad avait accusé l'armée centrafricaine d'avoir tué six de ses soldats dans l'attaque d'un poste frontalier sur son territoire. En décembre 2021, des militaires des deux pays avaient échangé des tirs de part et d'autre de la frontière et un soldat tchadien avait été porté disparu.

## Russie
Le gouvernement de la République centrafricaine est un des plus proches alliés de la Russie sur le continent africain. Le pouvoir du président Faustin-Archange Touadéra a sollicité l'aide de Moscou quand les rebelles progressaient en direction de Bangui en décembre 2020. Des paramilitaires russes, notamment du groupe Wagner, ont débarqué par centaines, venant renforcer des centaines d'autres présents depuis 2018. L'ONU et des capitales occidentales accusent le pouvoir de Faustin Archange Touadéra de les rémunérer avec des ressources minérales, notamment l'or et le diamant.

## Relations avec les autres pays
- Relations entre la République centrafricaine et l'Union européenne
- Relations entre la France et la République centrafricaine
- Relations entre la République centrafricaine et le Saint-Siège
- Relations entre l'Inde et la République centrafricaine